# Atletismo nos Jogos Pan-Americanos de 1987 - 400 m masculino
As provas dos 400 m masculino nos Jogos Pan-Americanos de 1987 foram realizadas em 11, 12 e 13 de agosto em Indianápolis, Estados Unidos.

## Medalhistas
| Ouro                              | Prata                    | Bronze                     |
| Raymond Pierre USA Estados Unidos | Bert Cameron JAM Jamaica | Roberto Hernández CUB Cuba |

## Resultados

### Eliminatórias
| Posição | Eliminatória | Nome              | Nacionalidade         | Tempo | Notas |
| ------- | ------------ | ----------------- | --------------------- | ----- | ----- |
| 1       | 1            | Roberto Hernández | CUB Cuba              | 46.47 | Q     |
| 2       | 1            | Hector Daley      | PAN Panamá            | 46.85 | Q     |
| 3       | 1            | Sergio Menzes     | BER Bermudas          | 47.01 | Q     |
| 4       | 1            | Beres Long        | JAM Jamaica           | 47.52 | Q     |
| 5       | 1            | Gerald Bean       | CUB Cuba              | 49.51 | q     |
| 1       | 2            | Lázaro Martínez   | CUB Cuba              | 46.65 | Q     |
| 2       | 2            | Gérson de Souza   | BRA Brasil            | 46.88 | Q     |
| 3       | 2            | Bert Cameron      | JAM Jamaica           | 46.94 | Q     |
| 4       | 2            | Aaron Phillips    | VEN Venezuela         | 47.10 | Q     |
| 5       | 2            | Patrick Delice    | TRI Trinidad e Tobago | 48.28 | q     |
| 1       | 3            | Raymond Pierre    | USA Estados Unidos    | 46.14 | Q     |
| 2       | 3            | Ian Morris        | TRI Trinidad e Tobago | 46.45 | Q     |
| 3       | 3            | Elvis Forde       | BAR Barbados          | 46.89 | Q     |
| 4       | 3            | Troy Douglas      | BER Bermudas          | 47.28 | Q     |
| 5       | 3            | Howard Lindsay    | ANT Antígua e Barbuda | 48.00 | q     |

### Semifinais
| Posição | Eliminatória | Nome              | Nacionalidade         | Tempo | Notas |
| ------- | ------------ | ----------------- | --------------------- | ----- | ----- |
| 1       | 1            | Raymond Pierre    | USA Estados Unidos    | 45.25 | Q     |
| 2       | 1            | Bert Cameron      | JAM Jamaica           | 45.82 | Q     |
| 3       | 1            | Hector Daley      | PAN Panamá            | 45.95 | Q     |
| 4       | 1            | Lázaro Martínez   | CUB Cuba              | 46.05 | Q     |
| 1       | 2            | Roberto Hernández | CUB Cuba              | 45.53 | Q     |
| 2       | 2            | Elvis Forde       | BAR Barbados          | 45.96 | Q     |
| 3       | 2            | Ian Morris        | TRI Trinidad e Tobago | 46.14 | Q     |
| 4       | 2            | Berris Long       | JAM Jamaica           | 46.54 | Q     |

### Final
| Posição           | Nome              | Nacionalidade         | Tempo | Notas |
| ----------------- | ----------------- | --------------------- | ----- | ----- |
| Medalha de ouro   | Raymond Pierre    | USA Estados Unidos    | 44.60 |       |
| Medalha de prata  | Bert Cameron      | JAM Jamaica           | 44.72 |       |
| Medalha de bronze | Roberto Hernández | CUB Cuba              | 45.13 |       |
| 4                 | Ian Morris        | TRI Trinidad e Tobago | 45.53 |       |
| 5                 | Hector Daley      | PAN Panamá            | 45.56 |       |
| 6                 | Elvis Forde       | BAR Barbados          | 45.56 |       |
| 7                 | Lázaro Martínez   | CUB Cuba              | 45.57 |       |
| 8                 | Berris Long       | JAM Jamaica           | 46.25 |       |